# Lich
Lich er en by i den tyske delstat Hessen.
Lich ligger 15 km sydøst for universitetsbyen Gießen. Byen ligger ved et tidligere vadested over floden Wetter.
I 2013 havde Lich har 13.009 indbyggere.

## Kendte personer fra Lich
- Hessens sidste storhertuginde Eleonore zu Solms-Hohensolms-Lich (1871 – 1937), gift med storhertug Ernst Ludwig af Hessen.
- Philipp Reinhard zu Solms-Hohensolms-Lich (1934 – 2015), overhoved for fyrsteslægten Solms-Hohensolms-Lich
- Dorothea, grevinde Razumovsky (1935 – 2014), journalist og publicist
- Wilhelm Solms (født 1937), tysk germanist
- Hermann Otto Solms (født 1940), tidligere formand for FDPs gruppe i Forbundsdagen og tidligere næstformand for Forbundsdagen.
- Reinhard Ludwig zu Solms-Hohensolms-Lich (1867 – 1951), oberstløjtnant under 1. verdenskrig, farfar til Philipp Reinhard zu Solms-Hohensolms-Lich, Dorothea, grevinde Razumovsky, Wilhelm Solms og Hermann Otto Solms.